# Bruce Frederic Cummings
Pour les articles homonymes, voir Cummings.
Bruce Frederic Cummings, alias Barbellion est un entomologiste et diariste britannique, né le 7 septembre 1889 à Barnstaple et mort le 22 octobre 1919 à Gerrards Cross. Il est l'auteur, sous le pseudonyme de Wilhelm Nero Pilate Barbellion, du Journal d'un Homme Déçu, publié pour la première fois en 1917 qui est un grand classique de la désillusion.

## Biographie

### Une vocation contrariée par la maladie
« Barbellion entra dans la vie sous des auspices physiquement et matériellement défavorable : aucun de ses ascendants n'était de constitution robuste ; sa mère finit par mourir d'insuffisance cardiaque, son père, reporter chichement appointé dans une ville de province, était de ces autodidactes infortunés qui vivent dans la gêne une existence pleine de tracas ». Le jeune Barbellion dut s'instruire tant bien que mal, on ne sait rien de ce qui donna l’impulsion initiale à sa passion pour les sciences naturelles. 
Lorsqu'il entreprend de tenir son journal en 1902, Bruce a 13 ans. Il est passionné d'Histoire naturelle et pense inscrire son nom dans les annales  de la zoologie. 
Ses premières publications à l'age de 18 ans  dans The Zoologist (en) témoignent déjà de connaissances significatives. 
Un oncle chimiste paraît  avoir  encouragé ses dispositions, lui fournissant des manuels et en l'aidant dans ses études. En 1909 il obtient un poste d’assistant naturaliste auprès du directeur d'un importante station de biologique marine.
Des difficultés familiales, liées à l'état de santé le conduisent à renoncer à ce poste. Toutefois fin 1911 il retrouve un poste d’assistant au prestigieux Muséum d'Histoire naturelle de South Kensington.
Peu après ses vingt ans, il se découvre une maladie rare, une sorte de paralysie évolutive, mortelle à brève échéance. Il souffrait vraisemblablement de sclérose en plaques et en est mort. 
Il est l’auteur d’articles scientifiques remarqués sur les Anoplura et les Mallophaga, mais en raison de son état de santé ses travaux s'enlisent au British Muséum et il ne fera pas la carrière à laquelle il aspirait tant comme il l'écrit dès le 25 janvier 1912 « Je serai déçu si à la fin de ma carrière - en supposant que je vive assez longtemps pour accomplir une carrière - je n'obtenais pas le titre de membre de la Royal Society ... le British Museum et mes collègues me donnent l’impression de ma propre infériorité, mais en théorie - dans le secret de ma chambre - j'estime que peu d'entre eux me valent ».
Il entre au British Museum en janvier 1912 comme assistant au département d’entomologie, fonction dont il démissionnera en juillet 1917 après une interruption de service de plus de 6 mois en raison de l'aggravation de son état.

### L'écriture comme en refuge
Dans sa présentation du Journal d'un homme déçu Mathieu Terence analyse parfaitement l'œuvre: « Ainsi le destin de Barbellion illustrerait l'idée selon laquelle un journal intime n'est jamais qu'une œuvre par défaut  et en fin de compte un monument d'impuissance.  .... Il aiguise son regard , taille sa plume sur les griffes de ses démons et s'invente cette langue on ne peut plus singulière qui seule sait dire la détresse de chacun .... avec la volonté endiablée d'échapper au vaste oubli du monde il grappille à l'avenir tout ce qui n'est pas sa mort » Il note fort justement qu'un journal intime s'épanouit d'abord sur la pourriture et qu'au fur et à mesure que le corps se dégrade, les écrits du jeune biologiste prospèrent. « à mesure que ses jours s'amenuisent, il inscrit sa mort au présent et laisse à la vie le soin de lui laisser la vedette . Son journal est l'excroissance de son corps atrophié , la formule noir sur blanc du vide qui le creuse et, en fait, ce qu'il portait de mieux en lui ».
Dans l’observation de ses contemporains, aucun d'eux ne trouve grâce à ses yeux,  et sur l'orgueil  plane l'ombre de la folie. Le sentiment de solitude ajoute peu à peu aux ténèbres qui l'enveloppe  et décuple à ses yeux l’inquiétante étrangeté du monde. 
Il est vrai que promis à un avenir professionnel brillant, il devra renoncer à ses espoirs de carrière . H.G. Wells préfacier de la première édition du journal souligne la richesse de ses premières publications depuis 1911, son travail scientifique  solide et précis  qui dénotent en outre des qualités littéraires de maîtrise et d'envergure de traitement « qui différencient aussitôt le véritable homme de science du simple collectionneur et enregistreur de notes ». Son livre est le dire « de la tragédie de ses espoirs, du destin auquel il succomba ».

### Marie Bashkirtseff
Le 14 novembre 1914, il découvre Marie Bashkirtseff dans un ouvrage sur Strindberg. Elle exerce sur lui  une véritable fascination. Le même jour il écrit dans son journal « Elle est mon vrai portait ! A mesure que je dévorais les pages de Mathilde Blind, mon étonnement augmentait. Nous sommes identiques  . . . Elle sent comme moi, nous sommes l'un et l'autre absorbés en nous mêmes, nous avons la même vanité, la même ambition corrosive. Elle est comme moi, impressionnable, inconstante, passionnée, malade ! Son journal est mon journal et le mien désormais paraît rassi ».
Il est vrai que Marie Bashkirtseff, morte de la tuberculose à 25 ans n'aura pas connu la gloire à laquelle, comme lui, elle aspirait tant. Comme lui, également c'est la publication de son journal  qui lui apportera un peu de célébrité posthume. Quelques mois avant sa mort en 1884, elle y ajoute une sorte d'introduction « Si j'allais mourir, comme cela, subitement, je ne saurais peut-être pas si je suis en danger, on me le cachera... Il ne restera bientôt plus rien de moi... rien... rien ! C'est ce qui m'a toujours épouvantée. Vivre, avoir tant d'ambition, souffrir, pleurer, combattre, et, au bout, l'oubli !... comme si je n'avais jamais existé... Si je ne vis pas assez pour être illustre, ce journal intéressera toujours : c'est curieux, la vie d'une femme, jour par jour, comme si personne au monde ne devait la lire, et, en même temps, avec l'intention d'être lue ». Elle partage avec Barbellion ce désir de laisser une trace, même si comme lui ce n'était pas à ce titre qu'elle recherchait la réussite.
Il  entrera  comme elle avec son journal dans le cercle très étroit des écrivains tels Fritz Zorn, Georges Perros ou encore  et plus récemment Antoine Percheron qui chacun à sa manière s’adonnèrent à ce genre rare entre tous : le faire part de décès autobiographique .